# John Brunious senior
John Lewis „Pickey“ Brunious senior (* 17. Oktober 1920 in New Orleans; † 7. Mai 1976) war ein US-amerikanischer Jazzmusiker (Piano, Trompete, Arrangement).

## Leben und Wirken
Brunious beendete die Highschool mit 15 Jahren und gewann 1935 ein Stipendium der Juilliard School. Dann arbeitete er in den Bands von Jay McShann, Billy Eckstine und (anstelle von Dizzy Gillespie) bei Cab Calloway. 1942 wurde er im Poll des Down Beat als einer der wichtigsten Trompeter erwähnt. Bereits in frühen Jahren beendete ein Arthritis-Leiden seine überregionale Karriere. Zwischen 1954 und 1979 wirkte er bei elf Aufnahmesessions mit, unter anderem bei Aufnahmen von Paul Barbarin und der Young Tuxedo Brass Band. Seine Söhne Wendell Brunious (* 1954) und John Brunious Jr. (1940–2008) sowie sein Enkel Mark Braud sind ebenfalls Musiker.